# Dirotta su Cuba
I Dirotta su Cuba sono un gruppo musicale italiano fondato a Firenze nel 1989 da Rossano Gentili e Stefano De Donato, ai quali si unì l'anno successivo la cantante Simona Bencini.

## Storia
Nell'estate 1994 l'uscita del singolo Gelosia è un'anticipazione dell'album Dirotta su Cuba, pubblicato nel 1995 e che è certificato disco di platino. Sempre nel 1995 vengono estrapolati cinque singoli, tra cui Liberi di, liberi da e Solo baci si inseriscono nel processo di apprezzamento dell'acid jazz in Italia.
Il secondo album (Nonostante tutto...), pubblicato nel 1996 contiene interventi di ospiti come Alex Baroni, Demo Morselli, Luca Jurman, Gigi Cifarelli.
Nel 1997 il gruppo prende parte al Festival di Sanremo con il brano È andata così, con l'accompagnamento sul palco dell'Ariston dell'armonicista di fama internazionale Toots Thielemans. L'esperienza funge da apripista per una raccolta antologica con lo stesso titolo in cui figura anche un inedito: la reinterpretazione di Jesahel dei Delirium.
L'uscita del quarto album, Dentro ad ogni attimo, nel 2000 è seguita dall'addio di De Donato.
"Bang", brano ispirato alle atmosfere di James Bond, e "Notti d'estate", saranno i primo due singoli che riscuoteranno un ampio successo radiofonico.  Seguiranno la ballad "Dentro ad ogni attimo" e la spagnoleggiante "In riva al mare". 
Nel 2001, successivamente all'uscita di Fly, anche Simona Bencini lascia il gruppo per intraprendere la carriera da solista.
Agli inizi del 2004, la nuova composizione del gruppo vede Gentili, affiancato dalla cantante Marquica, fondare un'etichetta discografica, la Jazzet. Nel 2007 De Donato torna a lavorare con Gentili, nell'ottica di una reinterpretazione in chiave funk di alcuni dei più importanti brani della musica italiana e ne seguirà un tour.
Nell’estate 2009 col rientro di Simona Bencini alla voce il gruppo assume nuovamente la formazione originale per celebrare il ventennale dalla fondazione del gruppo in occasione del Back To The Roots Tour 2009con gran finale televisivo a I migliori anni di Carlo Conti e la chiusura del tour al “Blue Note” a Milano con uno strepitoso sold-out.
Il 18 maggio 2012 i Dirotta su Cuba tornano sulle scene per un nuovo progetto discografico. Tra il 2012 ed il 2013 escono tre inediti: Ragione o sentimento, Essere o non essere e Parole mentre l’attività live riprende a pieno ritmo con inviti a festival e rassegne prestigiose come l'apertura del prestigioso Estival Jazz a Lugano nel 2014 e a Umbria Jazz Winter 2015-16.
Il 23 settembre 2016, dopo undici anni di assenza discografica, esce "Studio Sessions Vol. 1''.
L’album contiene una versione rivisitata del primo storico album Dirotta su Cuba e 6 inediti, nel segno delle sonorità funky che hanno reso popolare la band. Gli arrangiamenti e tonalità sono aggiornati seguendo il successo delle performance live della band.
L'album è impreziosito dalla presenza di ospiti famosi. Mario Biondi duetta con Simona Bencini in Solo baci; i Neri per Caso firmano la nuova intro di Gelosia; la tromba di Chiudo gli occhi è di Fabrizio Bosso; Gegè Telesforo partecipa con un solo di scat a Batti il tempo; in Dove sei la chitarra solista è di Riccardo Onori; il leader dei Ridillo, Bengi, duetta in Noi siamo importanti; Federico Malaman esegue un solo di basso in Solo baci.
Il 18 gennaio 2019 esce Good Things, il loro primo brano in inglese: un brano pop-funk con incursioni gospel ispirato da un viaggio a Londra compiuto dal gruppo alla ricerca delle proprie radici musicali e del proprio sound.
Il 6 settembre 2019 esce Nothing Is Impossible, il brano che di fatto continua la nuova produzione in lingua inglese della band fiorentina. 
Il 28 febbraio 2020 esce Thinking of You (Dove Sei) brano che celebra il venticinquesimo anniversario di “Dove Sei” , loro storico brano arricchito di nuove contaminazioni grazie alla collaborazione con il rapper americano Sonny King.
Nel 2021, dopo la pandemia, la band decide di prendersi una pausa di riflessione fino ad arrivare al 2023 quando Simona riprende in mano le redini della band senza i due fondatori originali. 
Parte così il "Dirotta su Cuba Reloaded Tour" con una band totalmente rinnovata di 7 elementi. 
Il 2024 è un anno importante, è il Trentennale di "Gelosia", la canzone che li ha fatti conoscere al grande pubblico. È così che il 19 aprile 2024 esce per la Warner in versione digitale e in formato VINILE  "Gelosia 30 Bday con all'interno 4 versioni del brano, fra cui il nuovo remix di Tommy Vee, disc jockey e produttore discografico italiano.
Il vinile sarà presentato al BlueNote di Milano con un doppio sold-out da dove partirà il "Let's celebrate Tour" chr proseguirà all'Auditorium Parco della Musica di Roma, al Viper di Firenze, al Teatro Augusteo di Salerno, al Bravo Caffè di Bologna, al Palazzo Steri a Palermo ecc.
L'11 ottobre, dopo 5 anni dall'ultimo singolo, esce il nuovo singolo dal titolo "In The Souk"  con l'importante featuring del raffinato cantautore siciliano Mario Venuti, duetto che suggella un'amicizia nata durante il musical Jesus Christ Superstar dove Simona interpretava Maddalena e Mario Ponzio Pilato. 
Il brano è scritto ed arrangiato da David Florio, polistrumentista siciliano. Anche il video sarà girato fra i paesaggi esotici della Sicilia e Roma. 
Per l'occasione esce un 45" in vinile per l'etichetta Cimbarecord presentato durante il concerto al Blue Note di Milano e un'edizione limitata picture-disk per il Record Store Day il 12 Aprile 2025.

## Membri del gruppo
- Rossano Gentili (Firenze, 21 agosto 1964) – tastiere
- Stefano De Donato (Firenze, 16 giugno 1966) – basso
- Simona Bencini (Firenze, 31 agosto 1969) – voce

## Partecipazioni al Festival di Sanremo
| Anno e Categoria         | Brani (autori - compositori) | Piazzamento |
| ------------------------ | ---------------------------- | ----------- |
| Festival di Sanremo 1997 | È andata così                | 12°         |

## Discografia

### Album
- 1994 - Dirotta su Cuba
- 1996 - Nonostante tutto...
- 1997 - È andata così
- 2000 - Dentro ad ogni attimo
- 2002 - Fly
- 2005 - Jaz
- 2016 - Studio Sessions Vol. 1

### Live
- 2009 - Back to the roots
- 2023 - Dirotta su Cuba Reloaded
- 2024 - Dirotta su Cuba Gelosia 30Bday - Let's celebrate Tour
- 2025 - Dirotta su Cuba 30 Bday - Let's celebrate Tour II"

### Album speciali
- 2003 - Legati e Liberi (CD singolo promozionale dato in omaggio per la campagna "Safe 'n' Sound")

### Remix in vinile
- 1994 - Gelosia  -Remix by Max Baffa
- 1995 - Liberi di-liberi da - Remix by Pipo Alvarez
- 1996 - Legami
- 1996 - Sensibilità
- 1997 - Jesahel - Remix by Pipo Alvarez
- 2016 - Sei tutto quello che non ho -Remix by Alex Barattini (no vinile, solo digitale)
- 2024 - Gelosia -(Tommy Vee & The Dukes Extended Remix) - vinile e digitale

### Singoli
- 1994 - Gelosia
- 1994 - Solo baci
- 1995 - Liberi di, liberi da / video
- 1995 - Dove sei?
- 1995 - Legami
- 1996 - Sensibilità
- 1996 - Ridere
- 1996 - Tribù
- 1996 - Io con te via da te
- 1997 - È andata così
- 1997 - Jesahel
- 1999 - Bang! / video
- 2000 - Dentro ad ogni attimo
- 2000 - Notti d'estate / video
- 2000 - In riva al mare
- 2002 - Sono qui / video
- 2002 - Fly /video
- 2005 - L'iguana / video
- 2005 - Amore normalissimo
- 2006 - Genio della lampada
- 2012 - Ragione o sentimento
- 2013 - Essere o non essere
- 2013 - Parole
- 2016 - Sei tutto quello che non ho / video
- 2016 - Immaginarmi senza te / video
- 2019 - Good Things / video
- 2019 - Nothing Is Impossible / video
- 2020 - Thinking of You (Dove Sei) / video
- singoli usciti anche in vinile (12") versione remix
- 2024 - Gelosia
- 2024 - In the souk (feat Mario Venuti) / video